# Fousseni Bamba
Fousseni N'Ganon Bamba (Bingerville, 1990. április 19. –) elefántcsontparti születésű guineai válogatott labdarúgó.

## Pályafutása

### Klubcsapatokban
Bamba pályafutását alacsonyabb osztályú francia csapatokban kezdte, majd 2012-ben leigazolta őt a Szeged 2011 csapata. 2012 és 2018 között megfordult román, ciprusi, fehérorosz, grúz és ukrán csapatokban, mígnem 2018 nyarán szerződtette őt a magyar élvonalbeli Budapest Honvéd csapata.

### Válogatottban
Bamba többszörös korosztályos elefántcsontparti válogatott. 2015 őszén Bamba meghívót kapott a guineai válogatottba. Ez év október 12-én egy Marokkó elleni barátságos mérkőzésen debütált.

## Mérkőzései a guineai válogatottban
| #  | Dátum              | Ellenfél | Eredmény | Kiírás              | Esemény |
| -- | ------------------ | -------- | -------- | ------------------- | ------- |
| 1. | 2015. október 12.  | Marokkó  | 1 – 1    | barátságos mérkőzés |         |
| 2. | 2015. november 12. | Namíbia  | 1 – 0    | Vb-selejtező        | 41' 50′ |